# Piratas de Copacabana Futebol Americano
Piratas de Copacabana é uma equipe de futebol americano brasileira, sediada na cidade do Rio de Janeiro, no bairro de Copacabana. O time foi fundado em 2003, a partir de uma dissidência do extinto Rio Guardians.
Atualmente, é filiado à AFAB, e disputa o torneio oficial dessa entidade, o Carioca Bowl, como é chamado o campeonato estadual de  futebol americano de praia. Participa também do Saquarema Bowl, o qual já foi campeão.
O Piratas também sagrou-se vice-campeão na categoria sub-18 e possui também uma equipe infantil, com base na Ladeira dos Tabajaras.

## Títulos
I Torneio FeFARJ/UNISUAM de Flag: 2011
 Desafio de Verão de Flag: 2010
 Litoral Bowl: 2009
 Campeonato da Primavera de Flag: 2006
 Saquarema Bowl: 2004
 Campeonato Estadual de Flag: 2004

## Comissão Técnica
- Head Coach: Victor Britto (Manaus)
- Coordenadores Ofensivos: Volino
- Coordenadores Defensivos: Beto Ulrichsen
- Coordenador dos Times Especiais: Alexandre Sequeiros (Xande)